# Mola Njoh Litumbe
Mola Njoh Litumbe, né le 4 février 1927 à Victoria (Cameroun britannique) et mort le 26 mai 2020, est un comptable et homme politique camerounais, défenseur du peuple Bakweri et des Camerounais anglophones.

## Biographie

### Enfance et éducation
Mola Njoh Litumbe est né le 4 février 1927 à Victoria (actuel Limbé). Quatrième enfant du Chef John Manga Williams et de Iteki Ida Williams née Do’o de Bonabile à Bimbia,,. Il était le second enfant de sa mère et le seul survivant qui succède à son père en 1959. Il se fait remarquer durant ses années de lycée et d'université,.

### Carrière
Il a été avocat de la cause anglophone au Cameroun,. Chef du Liberal Democratic Alliance (LDA) et actif au sein du Conseil national du Cameroun méridional, il a popularisé le concept de « Njumba Palava »; mariage mal négocié entre les parties francophones et anglophones du Cameroun,. Il est chef traditionnel des Bakweri et s'oppose à la gestion des terres du Cameroon Development Corporation par Yaoundé.
Il est auteur de plusieurs textes et réflexions politiques.

### Mort
Il meurt le 26 mai 2020,.